# Sân bay Oranjemund
Sân bay Oranjemund (mã sân bay IATA: OMD, mã sân bay ICAO: FYOG) là một sân bay phục vụ Oranjemund, một thị xã ở khu vực Karas của Namibia. Thị xã và sân bay nằm gần bờ bắc sông Orange, là biên giới giữa Namibia và Nam Phi. 
Sân bay nằm ở độ cao 14 feet (4 m) trên mực nước biển. Nó có một đường băng nhựa đường 20/02 mà kích thước dài 1601 mét và rộng 18 mét.

## Các hãng hàng không và các điểm đến
| Hãng hàng không | Các điểm đến                              |
| --------------- | ----------------------------------------- |
| Air Namibia     | Cape Town, Lüderitz, Walvis Bay, Windhoek |